# Тасејевски рејон
Тасејевски рејон (рус. Тасеевский район) је општински рејон у источном делу Краснојарске Покрајине, Руске Федерације.
Административни центар рејона је село Тасејево (рус. Тасеево), које се налази на удаљености 340 км североисточно од Краснојарска.
Рејон се налази на истоку покрајине и значајно је наслоњен на територије у Доњем Приангарју. У састав рејона улази 8 општинских села. Рејон је базиран на пољопривредној производњи.
Суседни територије рејона су:
- север: Мотигински рејон;
- североисток: Богучански рејон;
- исток и југоисток: Абански рејон;
- југ: Дзержински рејон;
- југозапад: Сухобузимски рејон;
- запад: Бољшемуртински и Казачински рејон

Укупна површина рејона је 9.923 km².
Укупан број становника рејона је 12.406 (2014).